# Mohamed Lyazidi
Pour l’article homonyme, voir Ahmed Lyazidi.
Mohamed El Yazidi, né en 1902 à Rabat et décédé le 20 décembre 1990, est considéré l'un des acteurs du Mouvement national, des élaborateurs du Manifeste de l'indépendance et de ses présentateurs. Il a été arrêté en été 1930 lors de la promulgation du Dahir berbère et a été mis en exil pendant 2 ans environ à Kelâat Es-Sraghna.